# Weipa
Weipa es una ciudad minera costera en el área del gobierno local de Weipa Town en Queensland, Australia. Es la ciudad más grande de la Península del Cabo York. Existe debido a los enormes depósitos de bauxita a lo largo de la costa. El Puerto de Weipa participa principalmente en las exportaciones de bauxita. También hay envíos de ganado vivo desde el puerto. 
En el censo de 2016, Weipa tenía una población de 3.899 personas.

## Geografía
Weipa es la costa occidental de la Península del Cabo York frente al Golfo de Carpentaria. 
Weipa está justo al sur de Duyfken Point, que es nombrado por Matthew Flinders el 8 de noviembre de 1802 después del barco Duyfken, comandado por el explorador holandés Willem Janszoon. Se afirma que Janszoon fue el primer europeo en ver la costa australiana en el Golfo de Carpentaria en 1606, 164 años antes de que el teniente James Cook navegara por la costa este de Australia. 
La ciudad consta de tres suburbios residenciales: Rocky Point, Trunding, y Nanum, además del suburbio industrial de Evans Landing; estos suburbios son contiguos. La ciudad también incluye el suburbio del aeropuerto de Weipa, que no está conectado con los otros suburbios y contiene el aeropuerto de la ciudad.